# Papyrus 88
- Papyrus
- Onciale
- Minuscules
- Lectionnaire

Le Papyrus 88 ({\displaystyle {\mathfrak {P}}}88) est une copie du Nouveau Testament en grec, réalisée sur un rouleau de papyrus au IVe siècle.
Le texte s'agit de l'Évangile selon Marc (2:1-26).
Le texte grec de ce codex est mixé. Kurt Aland le classe en Catégorie III.